# Roberto Riviello
Roberto Riviello (* 1954 in Potenza) ist ein italienischer Autor und Filmregisseur.
Riviello lebt seit 1974 in der Toskana, wo er zunächst an der geisteswissenschaftlichen Fakultät Florenz studierte und in Philosophie abschloss. Nach einiger Zeit des Unterrichtens in Reggello und in Valdarno, während derer er bei Ermanno Olmi studierte, lebt er in Figline, wo er an der Schule „Giorgio Vasari“ lehrt.
Riviello arbeitete für das Radio und das Theater; so entstanden für die RAI Hörspiele und dramatische Stoffe wie „Liquido pub“ oder „Cavalieri impossibili“, das er selbst inszenierte und mit dem „Premio Firenze“ ausgezeichnet wurde. 1998 inszenierte er für das Kino, ebenfalls nach eigenem Buch, Il più lungo giorno über das Leben des Dichters Dino Campana. Er gewann mehrere Auszeichnungen dafür, ließ jedoch kein weiteres Werk für die Leinwand folgen.
2005 schrieb Riviello das Theaterstück „Isabella“, das die Lebensgeschichte der Isabella di Morra behandelt.

## Filmografie
- 1998: Il più lungo giorno